# Vành nhật hoa

Vành nhật hoa, quan sát khi xảy ra hiện tượng nhật thực.

Vành nhật hoa (hay nhật miện; tiếng Anh: stellar corona) là lớp ngoài cùng của bầu khí quyển sao. Vành nhật hoa bao gồm plasma.
Nhật hoa của Mặt Trời nằm phía trên chromosphere và kéo dài hàng triệu km ra ngoài vũ trụ. Nó dễ nhìn thấy nhất trong nhật thực toàn phần, nhưng nó cũng có thể được quan sát bằng coronagraph. Các phép đo quang phổ cho thấy quá trình ion hóa mạnh trong vành nhật hoa và nhiệt độ plasma vượt quá 1.000.000 kelvin, nóng hơn nhiều so với bề mặt của Mặt Trời, được gọi là quang quyển.

## Đặc điểm vật lý
Nhật hoa của Mặt Trời nóng hơn nhiều so với bề mặt của Mặt Trời: nhiệt độ trung bình của quang quyển là khoảng 5.800 kelvin, so với nhiệt độ từ 1 đến 3 triệu kelvin của vành nhật hoa. Độ dày đặc của vành nhật hoa bằng 10−12 lần so với quang quyển, do đó tạo ra lượng ánh sáng khả kiến bằng khoảng một phần triệu. Nhật hoa được ngăn cách với quang quyển bởi chromosphere tương đối nông. Cơ chế chính xác mà nhật hoa được làm nóng vẫn là chủ đề của một số cuộc tranh luận.

## Nguyên nhân
Hầu hết ánh sáng Mặt Trời được tán xạ về phía Trái Đất trong nhật thực toàn phần là bởi các electron tự do trong vành nhật hoa. Các electron tự do bị bật ra khỏi các nguyên tử hydro bởi các vụ va chạm. Từ độ sáng của ánh sáng Mặt Trời bị tán xạ, có thể tính được mật độ của electron và của các proton trong vành nhật hoa. Với một phần điển hình của vành nhật hoa, mật độ khí có thể đạt 10−6 mật độ quang quyển, mật độ giảm dần ở phía ngoài.
Một phần khác của bức xạ từ vành nhật hoa là sự phát xạ, ở những bước sóng xác định, từ các nguyên tử bị ion hóa cao độ, như các ion sắt mất 8 đến 12 electron. Các nguyên tử bị ion hóa cao như vậy là do nhiệt độ của vành nhật hoa cao hơn 106 K. Gần như tất cả hydro đều bị ion hóa ở nhiệt độ này. Ở nhiệt độ này, hầu hết các photon phát xạ là tia X. Bởi vậy hình ảnh của vành nhật hoa có thể thu được bằng cách sử dụng một camera tia X. Vì tia X không xuyên qua khí quyển Trái Đất nên camera tia X phải được đặt trong vũ trụ.